# Los Gatos
Los Gatos – miasto w Stanach Zjednoczonych, w stanie Kalifornia. W 2000 liczyło 28 592 mieszkańców.

## Miasta partnerskie
- Liaoyang, Chińska Republika Ludowa
- Listowel, Irlandia
- Tallinn, Estonia
- Zihuatanejo, Meksyk